# رانكين جيبسون
رانكين جيبسون (بالإنجليزية: Rankin Gibson)‏ هو محامي وقاضي وسياسي أمريكي، ولد في 9 أكتوبر 1916 في الولايات المتحدة، وتوفي في 1 يونيو 2001 في وست جفرسون في الولايات المتحدة. حزبياً، نشط في الحزب الديمقراطي.